# Rainivka, Prîmorsk
Rainivka (în ucraineană Райнівка) este un sat în comuna Orlivka din raionul Prîmorsk, regiunea Zaporijjea, Ucraina.

## Demografie
Componența lingvistică a localității Rainivka
     Rusă (51,16%)
     Bulgară (38,79%)
     Ucraineană (9,27%)
Conform recensământului din 2001, majoritatea populației localității Rainivka era vorbitoare de rusă (51,16%), existând în minoritate și vorbitori de bulgară (38,79%) și ucraineană (9,27%).